# Chao Fong-Pang
Chao Fong-Pang (chinesisch: 趙豐邦; * 15. September 1967 in Kaohsiung) ist ein taiwanischer Poolbillardspieler. Er wurde 1993 und 2000 9-Ball-Weltmeister.

## Karriere
1993 konnte sich Chao im WM-Finale gegen den Deutschen Thomas Hasch durchsetzen und wurde somit als erster Asiate Poolbillard-Weltmeister. 1995 gewann er die International Challenge of Champions Nachdem er bei der 9-Ball-WM 1998 wurde er Neunter geworden war, gewann Chao im Dezember 1998 bei den Asienspielen die Goldmedaille im 8-Ball, Bronze im 9-Ball und gemeinsam mit Yang Ching-shun die Silbermedaille im 9-Ball-Doppel. 2000 wurde er bei der BCA Open Siebter. Bei der 9-Ball-WM 2000 wurde er durch einen Finalsieg gegen den Mexikaner Ismael Páez zum zweiten Mal Weltmeister.
2001 gewann Chao erneut die International Challenge of Champions. Bei der 9-Ball-WM schied er bereits in der Runde der Letzten 64 aus. Bei den World Games 2001 schied er im Achtelfinale aus. Beim Tokyo 9-Ball Event erreichte er den dritten Platz. 2002 und 2003 schied Chao in der Vorrunde der 9-Ball-WM aus, 2004 wurde er Fünfter.
2005 gewann er zum dritten Mal die Challenge of Champions und ist damit der Rekordsieger dieses Turniers. Bei den 9-Ball-Weltmeisterschaften 2005, 2006 und 2007 verlor er jeweils im Sechzehntelfinale; 2006 gegen seinen Landsmann Fu Che-wei, 2007 gegen den Philippiner Roberto Gomez.
Nachdem Chao bei den China Open 2009 den 33. Platz belegt hatte, schied er bei der 10-Ball-WM im Sechzehntelfinale gegen den Spanier David Alcaide aus.
2011 erreichte er den fünften Platz der Beijing Open und den neunten Platz der Japan Open.
Bei der 9-Ball-WM schied er 2012 im Sechzehntelfinale aus, 2013 in der Runde der Letzten 64 gegen den Chinesen Wu Jiaqing aus.